# Tim Farron
Timothy James "Tim" Farron (født 27. maj 1970 i Preston, Lancashire, England) er en britisk politiker, der var leder af de liberale demokrater fra 2015 til 2017.

## Ledende poster hos de liberale demokrater
Tim Farron var organisatorisk formand (President) for de liberale demokrater fra 1. januar 2011 til 31.december 2014.
Ved valget til Underhuset den 7. maj 2015 gik de liberale demokrater kraftigt tilbage, og partiets leder Nick Clegg meddelte, at han ville træde tilbage. Den 16. juli 2015 blev Tim Farron valgt til leder.

### Afgang som partileder i juli 2017
Den 8. juni 2017 var der valg til Underhuset. Her gik de liberale demokrater frem fra otte til 14 mandater. Alligevel meddelte Tim Farron den 14. juni, at han ønskede at træde tilbage som partileder. Fristen for at foreslå en ny leder af partiet blev fastsat til kl. 16 den 20. juli 2017. Ved fristens udløb var sir Vincent Cable den eneste kandidat, og Cable kunne dermed overtage posten som partileder.

## Medlem af Underhuset
Tim Farron har repræsenteret  Westmorland og Lonsdale (i Cumbria) i Underhuset siden 2005.
Fra 2007 til 2010 var Tim Farron miljøordfører for partiet.